# 페이지 한나
페이지 해나(Page Hannah, 1964년 4월 13일 ~ )는 미국의 배우이다.
시카고에서 태어났다.

## 출연 작품

### 영화
- 옳은 길 (1981, On the Right Track)
- 젊음의 초상 (1984)
- 러브 펀치 (1985, My Man Adam)
- 나의 작은 소녀 (1986, My Little Girl)
- 크립쇼 2 (1987)
- The In Crowd (1988)
- 달콤한 파계 (1988, After School)
- 샤그 (1989, Shag)
- 그렘린 2: 뉴욕 대소동 (1990)

### 텔레비전
- 내일은 스타 (1986)
- 제시카의 추리극장 (1989)
- 어프렌티스 (2011) - 본인